# Cláudio Kestener
Cláudio Mamede Kestener (ur. 20 grudnia 1961 w São Paulo) – brazylijski pływak specjalizujący się głównie w stylu motylkowym, reprezentant Brazylii podczas Letnich Igrzysk Olimpijskich w Moskwie.

## Życiorys
Cláudio Kestener urodził się 20 grudnia 1961 roku w São Paulo w Brazylii. Jest synem Rolfa Kestenera, który reprezentował swój kraj podczas 14. Letnich Igrzysk Olimpijskich w Londynie w Wielkiej Brytanii.
Swoją karierę sportową jako pływak rozpoczął w wieku 19 lat w 1980 roku podczas 22. Letnich Igrzysk Olimpijskich w Moskwie w ZSRR, zajmując ósme miejsce w sztafecie na 4 × 100 metrów stylem zmiennym i tym samym pobijając rekord Ameryki Południowej. Oprócz ósmego miejsca, startował również w wyścigach na 100 metrów i 200 metrów stylem motylkowym, ale nie dostał się do finałów.
W 1981 roku Kestener był brazylijskim posiadaczem rekordu na 100 metrów stylem motylkowym z czasem 57,12 sek.